# Ігор Мітрескі
Ігор Мітрескі (мак. Igor Mitreski, нар. 19 лютого 1979, Струга) — колишній македонський футболіст, захисник.
Насамперед відомий виступами за клуби «Спартак» (Москва), «Енергі» та «Нефтчі», а також національну збірну Македонії.

## Клубна кар'єра
У дорослому футболі дебютував 1998 року виступами за команду клубу «Напредок» (Кичево), в якій провів один сезон.
Протягом 1999—2001 років захищав кольори команди клубу «Сілекс».
Своєю грою за останню команду привернув увагу представників тренерського штабу російського клубу «Спартак» (Москва), до складу якого приєднався 2001 року. Відіграв за московських спартаківців наступні три сезони своєї ігрової кар'єри. Більшість часу, проведеного у складі московського «Спартака», був основним гравцем захисту команди.
Згодом з 2005 по 2006 рік грав у складі команд клубів «Металург» (Запоріжжя) та «Бейтар» (Єрусалим).
2006 року уклав контракт з німецьким клубом «Енергі», у складі якого провів наступні три роки своєї кар'єри гравця. Граючи у складі «Енергі» також здебільшого виходив на поле в основному складі команди. Частину 2009 року провів в оренді у бельгійському «Беєрсхоті».
2010 року провів чотири гри за болгарський ЦСКА (Софія), того ж року перебрався до Азербайджану, уклавши контракт з бакінським клубом «Нефтчі». З серпня 2010 року по липень 2014 року виступав за «Нефтчі», після чого завершив кар'єру і був призначений на посаду спортивного директора клубу «Шкендія».

## Виступи за збірну
2001 року дебютував в офіційних матчах у складі національної збірної Македонії. Всього провів у формі головної команди країни 70 матчів, забивши 1 гол.

## Досягнення
Спартак
- Чемпіон Росії: 2001
- Бронзовий призер: 2002
- Володар Кубку Росії : 2002-03

 Нефтчі (Баку)
- Чемпіон Азербайджану: 2010-11, 2011-12, 2012-13
- Володар Кубку Азербайджану : 2012-13, 2013-14